# Fejsal Mulić
Fejsal Mulić, né le 3 octobre 1994 à Novi Pazar, est un footballeur serbe, qui joue actuellement au poste d'avant-centre au Suwon Samsung Bluewings.

## Biographie
Il participe avec les espoirs serbes aux éliminatoires de l'Euro espoirs 2015. À cette occasion, il inscrit un but contre Andorre en octobre 2015.